# Francisco Romero (filósofo)
Francisco Romero (Sevilla, 1891- Buenos Aires, 1962) fue un filósofo, considerado un líder en los movimientos filosóficos de Latinoamérica, en especial en Argentina.

## Biografía
¿Nació en Sevilla o en Valencia?
A los trece años se trasladó con su familia a la Argentina, país en el cual realizó toda su obra filosófica. Ingresó al Colegio Militar de la Nación, de donde egresó en 1912 como subteniente del arma de Ingenieros.
En 1917 ingresó a la Facultad de Filosofía y Letras. En 1928, fue designado profesor suplente en la Universidad de Buenos Aires y al año siguiente en la Universidad de La Plata. En 1932, fue designado Profesor Titular en el Instituto del Profesorado en Buenos Aires y en 1936 en la Universidad de La Plata.
Fue el hermano mayor de José Luis Romero, quien introdujo las obras de Wilhelm Dilthey, Heinrich Rickert y José Ortega y Gasset.
Murió a los 71 años.

## Su Pensamiento
Uno de los sucesos más destacados es su amistad con Alejandro Korn, quien en la Argentina representa el inicio de la superación del positivismo en su fase postrera. Romero conoció a Korn por el 1920 y pudo apreciar su sabiduría y, sobre todo, la «razón histórica» que justificaba su obra renovadora de la filosofía en la Argentina. [cita requerida]
Romero es conocido por haber acuñado en 1940 el término “normalidad filosófica” para referirse al “ejercicio de la filosofía como función ordinaria de la cultura” en América Latina. Con lo cual se refiere a la superación del autodidactismo y al crecimiento de carreras de filosofía, publicaciones especializadas, debates públicos, traducciones y contacto permanente entre diversos especialistas de la región. Romero identifica como uno de los síntomas de esta "normalización filosófica" el creciente interés por la historia de las ideas filosóficas en América Latina, pues ello indica una madurez de la consciencia de la región y un intento por indagar sobre la peculiaridad del "hecho americano"
Fue un crítico influyente y traductor del alemán. Romero defiende una concepción estructural de la realidad contra Hume, el racionalismo, el evolucionismo biológico y todas las concepciones atomistas. 

## Obras
- Vieja y nueva concepción de la realidad (1932)
- Un filósofo de la problematicidad (1934)
- Palabras a García Morente (1935)
- Los problemas de la filosofía de la cultura (1938)
- Filosofía de la persona (1938)
- Programa de una filosofía (1940)
- Sobre la historia de la filosofía (1943)
- Teoría del Hombre (1952)
- Sobre La Filosofía En América (1952)
- La estructura de la historia de la filosofía y otros ensayos", ediciòn póstuma.(1967)

## Artículos y notas sobre Romero y su obra
- 1940 Cayetano Betancur: Tres estudios de Romero («Revista de la Universidad Católica Bolivariana», Medellín, Colombia).
- 1940 José A. Fránquiz: El estructuralismo personalista del profesor Francisco Romero («Luminar». México, IV. 2).
- 1940 Félix Lizaso: Romero y los estudios filosóficos en la Argentina («Revista Nacional de Cultura», Caracas, Nos. 20-21).
- 1941 Domingo Casanovas: Francisco Romero, un apóstol de la filosofía («Boletín de la Biblioteca Nacional», El Salvador, C. A.).
- 1941 El problema de la iniciación filosófica: Diálogo con Francisco Romero («Revista Nacional de Cultura», Caracas, nov.-dic.).
- 1941 Francisco Larroyo: Exposición y crítica del personalismo espiritualista: misiva a Francisco Romero (un libro).
- 1942 Luis E. Nieto Arteta: La filosofía de Francisco Romero («Revista de la Universidad de Antioquia», Medellín, Colombia, oct.-nov.). Dagobert D. Runes: Francisco Romero (artículo en The Dictionary of Philosophy).
- 1942 Marcos Victoria: Francisco Romero, un civilizador («Argentina Libre», 30 de abril). [13]
- 1943 Edgar S. Brightman: Structure and Transcendence in the Thought of Francisco Romero («Philosophy and Phenomenological Research», IV, 2).
- 1943 Risieri Frondizi: Tendentes in Contemporary Latín American Philosophy («International Intellectual Interchange», The University of Texas).
- 1943 John H. Hershey: The Philosophy of Francisco Romero («The Journal of Liberal Religion», Chicago, V. 1).
- 1944 José Ferrater Mora: Francisco Romero (artículo en el Diccionario de Filosofía, Editorial Atlante, México, pp. 603-604).
- 1944 Luis Recaséns Siches: El pensamiento filosófico, social, político y jurídico en Hispanoamérica («Revista Mexicana de Sociología», IV, 1).
- 1945 José Gaos: Antología del pensamiento de lengua española (México). Sin firma: Francisco Romero visto por Recaséns (en «El Atlántico», miércoles 14 de marzo).
- 1945 Idem: Hay que saber quién es quién (comentario sobre Francisco Romero, Paul Eluard y Antonio Robles, en «Crítica», Buenos Aires, 3 de febrero).
- 1945 Idem: Nota sobre Papeles para una filosofía (en «La Nación», Buenos Aires, 9 de noviembre).
- 1946 Norberto Rodríguez Bustamante: Francisco Romero y «Papeles para una filosofía» («Cuadernos Americanos», México, V. 3).
- 1947 Adolfo Menéndez Samará: Francisco Romero, filósofo hispanoamericano («Letras de México»).
- 1947  Francisco Romero: Notes on my works and writings («Social Sciences in Mexico», I. 2).
- 1947 Juan Adolfo Vázquez: Francisco Romero: «Filosofías de ayer y de hoy» («Realidad», Buenos Aires).
- 1947  Sin firma: Nota sobre Filosofía contemporánea («La Nación», Buenos Aires, 15 de enero).
- 1948. E. Ferreira da Silva: A filosofía de Francisco Romero («Ensaios Filosoficos», Sao Paulo).
- 1948 Risieri Frondizi: Nota sobre «Papeles para una filosofía» y «Filosofía de ayer y de hoy» («Revista Nacional de Cultura», Caracas, jul-ag.).
- 1948 Sin firma: Nuestra cultura ante el extranjero (comentario sobre la designación recaída en Romero como miembro del Comité Directivo de la Federación Internacional de Sociedades de Filosofía. En «La Nación», Buenos Aires, 14 de noviembre).
- 1948 Idem: El hombre y la cultura (comentario a dos conferencias de Romero con este título dictadas en el Ateneo de Córdoba. En «Tiempo Vivo», Córdoba, jul.-dic.).
- 1949 A. Sánchez Reulet: La filosofía latinoamericana contemporánea (Publicaciones de la Unión Panamericana, Washington, pp. 321- 323).
- 1950 Humberto Piñera Llera: Ideas y Figuras (Nota en «Revista Cubana de Filosofía», La Habana, I. 6). [14]
- 1951 José Ferrater Mora: Francisco Romero (artículo en el Diccionario de Filosofía, Editorial Sudamericana, Buenos Aires, p. 818).
- 1951  Sin firma: Nota sobre el acto de la entrega del Premio Vaccaro en Buenos Aires a Francisco Romero. Incluye los discursos de Bernardo Houssay y Francisco Romero («La Nación», Buenos Aires, 8 de junio).